# Питер Богданович
Питер Богданович (енгл. Peter Bogdanovich; Кингстон, 30. јул 1939 — Лос Анђелес, 6. јануар 2022) био је амерички филмски режисер, сценариста, глумац, продуцент, критичар и историчар филма српског порекла. Припадао је генерацији „холивудског новог таласа” или „новог Холивуда” у који се убрајају Вилијам Фридкин, Брајан Де Палма, Џорџ Лукас, Мартин Скорсезе, Мајкл Чимино, Франсис Форд Копола и други. Богдановичев најхваљенији и најуспешнији филм је Последња биоскопска представа из 1971.

## Младост
Рођен је у Кингстону у савезној држави Њујорк, у породици српског сликара и пијанисте Борислава Богдановића и аустријске Јеврејке Херме Робинсон. Питерови родитељи су у Америку дошли у мају 1939. бежећи од рата у Европи. Пошто родитељи нису говорили енглески, малом Петру је пало у задатак да их научи, а најефикаснији начин био је одлазак у биоскоп, где им је преводио радњу филма. Као младић био је опседнут биоскопом, па је годишње знао погледати и четири стотине филмова. Године 1950. режирао је драму Клифорда Одетса Велики нож. Од 1954. до 1958. похађао је курсеве глуме код Стеле Адлер у Stella Adler's Theatre Studio. У то време глумио је на разним позоришним фестивалима.

## Филмски критичар
Шездесетих година 20. века у њујоршким уметничким круговима постао је познат као уредник филмског програма Музеја модерне уметности. Од заборава је спасао пионире америчке кинематографије као што је Алан Двон. Посебно је анализирао филмове Орсона Велса (написао је књигу Филмско дело Орсона Велса) и Џона Форда (у књизи Зовем се Џон Форд. Ја правим вестерне). Био је под утицајем француских синеаста и филмских критичара (нарочито Франсоа Трифоа) окупљених око часописа Cahiers du Cinéma. Пре каријере редитеља, једно време је писао за часопис Есквајер. Чланке из Есквајера Богданович је 1973. објавио у књизи Pieces of Time.

## Селидба у Лос Анђелес и Роџер Корман
Богданович је одлучио да се бави режијом под утицајем француских новоталасоваца Франсоа Трифоа, Жана Лика Годара, Клода Шаброла и Ерика Ромера. Са тадашњом супругом Поли Плат одселио се у Лос Анђелес где је на једној биоскопској пројекцији упознао Роџера Кормана. Током разговора Корман је споменуо да му се допада рубрика о филму коју уређује за часопис Есквајер и понудио му је посао на филму који је он одмах прихватио. Он је урадио са Корманом два филма - Мете (Targets) у којем је играо Борис Карлоф и "Voyage to the Planet of Prehistoric Women" (овај филм је режирао под псеудонимом Дерек Томас). Убрзо је одлучио да се врати новинарству. Позвали су га 1970. године из Америчког филмског студија да режира документарни филм о Џон Форду. Кроз новинарство је стекао пријатеља за читав живот - легендарног Орсона Велса. О њему је написао књигу - “Ово је Орсон Велс” (This is Orson Welles), коју је објавио 1992. године. Велс га је увео на велика врата у свет уметности и много је утицао на његов редитељски рад. Почетком седамдесетих Орсон је имао финансијских проблема, а Питер му је помогао тако што га је позвао у своју вилу на Бел Еиру.

## Три филмска хита
Када је са 32 године режирао филм “Последња биоскопска представа” добио је епитет “Нови Орсон Велс” и “Вундеркинд”. Филм је добио значајну пажњу публике и добро је оцењен од стране критичара, а такође је и номинован за Оскара. Оскара за најбољу споредну женску улогу добила је глумица Клорис Личман, а Оскара за најбољег споредног мушког глумца добио је Бен Џонсон. Такође је заједно са Лери Макмартријем добио Бафта награду за најбољи сценарио. Касније је поново доживео успех филмом “Што те тата пушта саму?”, романтичном фарсом са Барбром Страјсенд и Рајаном О’Нилом. Филм је снимљен у стилу комедије 30-их "Силом Дадиља" (1938), и “Његова девојка Петко”, режисера Хауарда Хокса. Филм је зарадио 66 милиона долара, и тако постао трећи најисплативији филм 1972. године, одмах после "Кума" и "Посејдонове авантуре“. Филм је Богдановичу донео епитет носталгичара и неокласичара. Он се држао гесла да од традиције треба узети најбоље и да је треба осавремењивати, а не догматски напуштати. Поменутим успесима још више је учврстио статус нове генерација режисера и са Френсис Форд Кополом и Вилијамом Фридкином основао је продукцијску кућу (Director’s Company). То је било уметничко одељење Парамаунта, где је уметницима давана потпуна слобода у оквиру лимитираног буџета. У оквиру компаније је снимљен и "Месец од папира" (1973). Радња филма, који је још једна његова ретро црно бела комедија, смештена је у доба Депресије. Татум О’Нил, ћерка Рајана О’Нила, добила је Оскара за најбољу споредну глумицу. Филм је био похваљен, а такође је постигао и велики успех на благајнама.

## Неуспех у продукцији
Постао је незадовољан оног тренутка када је био приморан да дели профит са својим колегама редитељима.
Њихова продукцијска кућа је израдила само још два филма, Кополин филм Прислушкивање (енгл. The Conversation, номинован за најбољи филм 1974. године, заједно са филмом Кум 2) и Богдановичев филм Дејзи Милер. Филм је био неуспешан као и "At Long Last Love" (1975) и “Биоскоп за грош". На неколико година се повукао из рада, а затим се вратио и режирао нискобуџетни филм Свети Џек (1979). Филм није постигао велики успех, иако је био похваљен од стране критичара.

## ФилмДан када су се сви смејалии глумица Дороти Стратен
Наредни његов филм је романтична комедија под називом Дан када су се сви смејали, у којем је глумила Дороти Стратен, бивша манекенка, и Џон Ритер. Током снимања Богданович и Дороти су успоставили романтичну везу. “Најсрећнији тренуци мог живота су били са Дороти у Лондону, под дрвећем у близини Темзе”, сећа се Богданович. Међутим у августу 1980. године, Пол Снајдер (Доротин супруг) убио је Дороти, а потом и себе. Кад је Богданович чуо ту вест, пао је вриштећи на под: ”Кад је Дороти убијена, то је заиста била атомска бомба. Потпуно сам изгубио разум”. После тога посветио се писању и о својој вољеној особи је написао мемоаре под насловом Убиство једнорога, који су објављени 1984. године.
Због трагичног догађаја током снимања, филм касније није дистрибуиран. Из тог разлог откупљује филм од Твентит сенчури фокс-a и сам га дистрибуира. Та непромишљена одлука коштала га је пет милиона долара, па је 1985. године потпуно банкротирао. Имао је месечни приход од 75 хиљада долара а месечне трошкове од 200.000 хиљада долара.

## ФилмМаскаи неслагање са продукцијском кућом
У Кану, 1985. године, приказан је филм “Маска”, са Ериком и Шер. Филм је објављен у продукцији Универсала и био је предмет расправе између Богдановича и студија. Богданович је имао примедбу на то што је студио контролисао финансирање и коначну обраду филма. Тужио је своју сопствену продукцијску кућу Универсал Пикчрс због тога што у филму пева Боб Зегер, а не Брус Спрингстин - кога је он желео. Имао је притужбе да верзија филма није онаква какву је он желео. У Кану је био толики сукоб око филма да су одржали сасвим одвојене конференције за штампу. Верзија филма са песмама Брус Спрингстина, објављена је 2006 на ДВД-у.
У августу 1985. је доживео нервни слом. Отишао је у санаторијум северно од Лос Анђелеса. У санаторијуму није јео данима.
Запањио је свет оженивши се 1988. године са Лујзом, млађом сестром Дороти Стратен. Имао је тада 49 година, а она двадесет. У марту 2001. развели су се.
Године 1990. је снимио филм “Тексасвила”, али је тај филм на благајнама и од стране критике доживео неуспех. “Тексасвила” урађен је на диску и објављен 2005. године од МГМ. У међувремену је поново обрадио свој некадашњи филм “Последња биоскопска представа”. Од тада, његова измењена верзија је једина доступна верзија филма.
Године 1992. је урадио Филм "Ноисес Оф" - заснован на представи Мајкл Фрејна.
Године 1993. снимио је филм “Ситница звана љубав”. У том филму је глумац Ривер Финикс одиграо своју последњу улогу, јер је касније умро од дроге.
Богданович је 1997. поново банкротирао.
После банкротства постаје најпопуларнији амерички историчар и хроничар филма. Аутор је десетак књига о филму. Написао је књиге “Ко је доврага то направио”, и “Ко је дођавола у њему”, обе књиге су засноване на интервјуима легендарних холивудских глумаца и режисера.

## Каснија каријера
Године 2001. појављује се са филмом “Мјаукање Мачке”. У филму је реконструисао наводно убиство режисера Томаса Инса. 
Богданович каже да је наводну причу о убиству Томаса Инса чуо од Орсона Велса (Велс је наводно ту причу чуо од писца Чарлса Ледерера). Наводно све се дешавало, током крстарења, на јахти богатог издавача Вилијема Рандолфа Херста 1924. Међу гостима су били Херстова бивша љубавница, глумица Марион Дејвис (у филму је глуми Кирстен Данст), и њен тадашњи љубавник, Чарли Чаплин. Тај филм представља Холивуд из доба немог филма. Филм је снимљен у врло кратком року, за свега 31 дан, у Берлину и Грчкој.
У телевизијској серији “Сопранови”, глумио је психијатра докторке Мелфи. Он је такође режирао пету сезону серије Сопранови.
Позајмио је глас аналитичару, Барт Симпсонове терапије, у једној епизоди Симпсонових.
Појављује се у шоу “Роботима против рвача” из сезоне ”Како сам упознао вашу мајку” са Аријаном Хафингтон и Вил Шортзом.
Квентин Тарантино је такође тражио позајмицу његовог гласа у филмовима “Убити Била 1” и “Убити Била 2”.
Радио је као телевизијски водитељ на филмском телевизијском програму (ТЦМ). Такође је радио у компанији “Критерији колекција” и имао је епизодне улоге у комичној серији “У нереду” (Out of Order).
Године 2003. појављује се у документарном филму ББС-иа Голи у седлу, Разјарени Бикови (Easy Riders Raging Bulls), а 2006. у документарцу Вандерласт (Wanderlust).
Године 2006. у сарадњи са Клик Стар водио је класичан филмски канал “Богдановичеве златне године филма”.
Године 2010. придружио се - наставничкој режији - школи за прављење филмова на универзитету уметности у Северној Каролини.

## Признања
- Године 1998. комисија за национално очување филма “Конгресна библиотека” је филм “Последњна биоскопска представа” именовала националним филмским регистром, награда која се додељује само филмовима од културног значаја.
- Светска федерација филмских архива (FIAF), на међународном филмском фестивалу 2007. у Торонту додељује му награду за животно дело, сврставајући га раме уз раме са великанима као што су Бергман или Оливеира, док га филмски критичари сматрају једним од најважнијих представника ‘новог Холивуда’ уз Лукаса, Спилберга, Ћимина или Кополу.
- Дана 17. априла 2010. награђен је Мастер синема наградом на дванаестогодишњем међународном филмском фестивалу Ривер Ран.
- Године 2011. добио је ауторску награду од међународне прес Академије, која се додељује само филмским ствараоцима чија јединствена визија и јединствена контрола над продукцијом дају лични потпис и стил својим филмовима.
- Златни печат, признање Југословенске кинотеке 26. фебруара 2012. у Београду.[51]

## Филмографија (режисер)
- The Broken Code (2007) (pre-production)
- Roman Nights (2006) (pre-production)
- Hustle (2004) (TV)
- "The Sopranos" - Sentimental Education (2004) TV Episode
- The Mystery of Natalie Wood (2004) (TV)
- The Cat's Meow (2001)
- A Saintly Switch (1999) (TV) ... aka In Your Shoes
- Naked City: A Killer Christmas (1998) (TV)
- Rescuers: Stories of Courage: Two Women (1997) (TV)
- The Price of Heaven (1997) (TV) ... aka Blessed Assurance (USA: syndication title)
- To Sir, with Love II (1996) (TV)
- "Fallen Angels" - A Dime a Dance (1995) TV Episode
- "Picture Windows" (1994) (mini) TV Series (episode "Songs of Songs") ... aka Picture Windows: Language of the Heart (USA)
- The Thing Called Love (1993)
- Noises Off... (1992)
- Texasville (1990)
- Illegally Yours (1988)
- Mask (1985) ... aka Peter Bogdanovich's Mask (USA: complete title)
- They All Laughed (1981)
- Saint Jack (1979)
- Nickelodeon (1976)
- At Long Last Love (1975)
- Daisy Miller (1974)
- Paper Moon (1973)
- What's Up, Doc? (1972)
- Directed by John Ford (1971)
- The Last Picture Show (1971)
- Targets (1968) ... aka Before I Die
- Voyage to the Planet of Prehistoric Women (1968) (as Derek Thomas) ... aka The Gill Women ... aka The Gill Women of Venus
- The Great Professional: Howard Hawks (1967) (TV)